# Otto Philipp von Rüdigheim
Otto Philipp von Rüdigheim (* 1586 in Rückingen; † 28. August 1638 in Frankfurt am Main) war ein deutscher Beamter in Diensten der Grafschaft Oldenburg, zuletzt war er Landdrost von Oldenburg.

## Leben
Rüdigheim entstammte dem alten, urkundlich erstmals 1222 erwähnten hessischen Adelsgeschlecht Rüdigheim und war der einzige überlebende Sohn des gräflich isenburgischen Hofmeisters Bernhard Philipp von Rüdigheim (* um 1560, † vor 1631) und dessen erster Ehefrau Margret geb. von Eberstein († 8. Mai 1599). Er wurde auf dem Stammsitz, der Wasserburg Rückingen, geboren, die sich seine Familie mit der verwandten Familie Rückingen in Ganerbschaft teilte. Da der Erbschaftsanteil oft für den Unterhalt der Familien nicht ausreichte, traten Familienangehörige in den Dienst benachbarter größerer Territorien.
Otto Philipp von Rüdigheim schlug die Militärlaufbahn ein und war zunächst in Diensten des Grafen von Hanau tätig. 1609 wechselte er als Rittmeister in den Dienst des Grafen Anton Günther von
Oldenburg. Offenbar gewann er schnell das Vertrauen des Landesherrn und begleitete ihn auf verschiedenen Reisen. 1615 gelang es ihm, seinem Onkel Philipp Burkhard von Rüdigheim (1560/65–1635) das Amt des Hofmeisters und 1617 seiner Schwester Anna Elisabeth von Rückingen (1584–1652) die Stelle einer Hofmeisterin in der Grafschaft, zu verschaffen. Zu seinem Dienst gehörten auch zahlreiche diplomatische und höfische Missionen, die ihn u. a. 1612 nach Celle, 1615 nach Wolfenbüttel, 1619 nach Hamburg, Dänemark und Lauenburg, 1620 nach Holstein, 1621 nach Walsrode, Anhalt und Hanau, 1624 nach Wien und 1625 erneut nach Dänemark führten. Rüdigheim bewährte sich bei diesen Missionen offenbar gut und so wurde er 1622 außerdem zum Drosten von Ovelgönne ernannt, der zeitweise auch kommissarisch die Geschäfte des Drosten von Oldenburg führte.
1632 rückte er als Landdrost von Oldenburg an die Spitze der Verwaltung der Grafschaft. Seine Stellung entsprach der eines leitenden Ministers späterer Zeit. Sein bisheriges Amt in Ovelgönne führte er weiterhin aus. 1635 kam es zu einem schweren Konflikt wegen der Aufgabenverteilung mit dem Direktor der gräflichen Kanzlei Johann Ernst von Holwede, den Rüdigheim mit dem Erlass einer neuen Dienstinstruktion am 22. November 1635 schließlich für sich entscheiden konnte.
Wenige Jahre später starb er in Frankfurt während einer Reise nach Rückingen.

## Familie
Rüdigheim war seit etwa 1610 verheiratet mit Catharina geb. von Brobergen († nach 1655), der Tochter des Johann von Brobergen zu Wollenbecke und der Anna geb. von der Lieth.
Aus dieser Ehe stammte der Sohn Anton Günther von Rüdigheim (* 12. Juli 1614; † 6. August 1655), der oldenburgischer Rat und Drost des Amtes Stolzenau wurde. Mit ihm starb die Familie Rüdigheim im Mannesstamm aus.